# Million Voices
Singles de Otto Knows
iTrack
(2011)
Million Voices est une chanson de musique dance du DJ et compositeur suédois Otto Knows sortie le 31 mai 2012. La chanson est écrite et produite par Otto Knows. Million Voices sort sous le label suédois de Sebastian Ingrosso : Refune Records et sous Mercury Records. Le single se classe dans 6 hit-parades de pays européens en Belgique (Flandre et Wallonie), en France, en Irlande, aux Pays-Bas, en Écosse et au Royaume-Uni.

Le clip vidéo est tourné en novembre 2012 à Lésigny en Seine-et-Marne. La vidéo sort le 18 novembre 2012.
Le groupe de techno allemand Scooter a sorti par la suite son single 4 A.M. en utilisant un sample de Million Voices.

## Liste des pistes
Téléchargement digital
1. Million Voices – 5:57

## Classement par pays
| Classement (2012)                       | Meilleure position |
| --------------------------------------- | ------------------ |
| Allemagne (Media Control AG)            | 20                 |
| Australie (ARIA)                        | 44                 |
| Autriche (Ö3 Austria Top 40)            | 14                 |
| Belgique (Flandre Ultratop 50 Singles)  | 3                  |
| Belgique (Wallonie Ultratop 50 Singles) | 5                  |
| Écosse (OCC)                            | 13                 |
| France (SNEP)                           | 52                 |
| France (Club 40)                        | 3                  |
| Hongrie (Dance Top 40)                  | 16                 |
| Hongrie (Rádiós Top 40)                 | 14                 |
| Irlande (IRMA)                          | 15                 |
| Pays-Bas (Single Top 100)               | 6                  |
| Tchéquie (IFPI Rádio)                   | 73                 |
| Roumanie (Top 100)                      | 98                 |
| Royaume-Uni (UK Singles Chart)          | 14                 |
| Royaume-Uni (UK Dance Chart)            | 2                  |
| Slovaquie (IFPI Rádio)                  | 40                 |
| Suède (Sverigetopplistan)               | 36                 |
| Suisse (Schweizer Hitparade)            | 19                 |

### Certifications
| Pays      | Organisme | Certification | Vente  |
| --------- | --------- | ------------- | ------ |
| Australie | ARIA      | Or            | 35 000 |
| Belgique  | BEA       | Or            | 15 000 |

## Historique de sortie
| Pays     | Date        | Format                 | Label          |
| -------- | ----------- | ---------------------- | -------------- |
| Belgique | 31 mai 2012 | Téléchargement digital | Refune Records |